# 羽曳野インターチェンジ
羽曳野インターチェンジ（はびきのインターチェンジ）は、大阪府羽曳野市尺度にある、南阪奈道路のインターチェンジ。
ここより美原方面は大阪府道路公社が管理する大阪府道、葛城方面は西日本高速道路が管理する国道165号・166号であり、料金は別料金となっていたが、2018年（平成30年）4月1日に大阪府道区間が国道165号に編入されるとともに、大阪府道路公社から西日本高速道路に移管された。

## 道路
- E91 南阪奈道路（3番）

## 歴史
- 2004年（平成16年）3月28日 : 南阪奈有料道路美原JCT - 南阪奈道路葛城IC間開通により、開設。
- 2018年（平成30年）4月1日 : 美原JCT - 羽曳野IC間が大阪府道路公社から西日本高速道路に移管され、南阪奈道路に改称。

## 接続する道路
- 国道170号（大阪外環状線）
- 大阪府道32号美原太子線

## 周辺
- 大阪府立呼吸器アレルギー医療センター
- 大阪府立大学・羽曳野キャンパス
- 四天王寺国際仏教大学
- 大阪府立懐風館高等学校（元・大阪府立羽曳野高等学校）
- 大阪府立西浦支援学校（元・大阪府立西浦高等学校）
- 道の駅しらとりの郷・羽曳野
- 近鉄長野線・喜志駅
- 近鉄南大阪線・古市駅
- 延羽の湯・本店羽曳野

## 隣
E91 南阪奈道路
(2) 美原東IC - (3) 羽曳野IC - (4) 羽曳野東IC